# Mete Paetahi
Mete Kingi Te Rangi Paetahi, né vers 1813 et mort à Putiki le 22 septembre 1883, est un homme politique néo-zélandais. Il est l'un des quatre premiers Maori à siéger à la Chambre des représentants.

## Biographie
Membre de l’iwi (tribu) Te Ati Haunui-a-Paparangi dans la région de Wanganui, il s'implique dans les années 1850 dans les médiations pour ramener la paix dans cette région affectée par de violents conflits territoriaux inter-tribaux. Dans le même temps il participe à des réunions du mouvement Kingitanga, mais pour y exprimer son opposition au mouvement : le Kingitanga affirme son indépendance vis-à-vis des autorités coloniales, tandis que Mete Paetahi est partisan de la souveraineté britannique en Nouvelle-Zélande. 
Il s'oppose aussi au soulèvement de la secte Pai Mārire dans les années 1860, et se joint aux forces maori pro-britanniques qui le combattent. Il prend part à la bataille de Moutoa le 14 mai 1864. Il fournit au gouvernement colonial d'importantes recommandations tactiques dans le conflit, et participe à la bataille d'Ohoutahi en février 1865, puis à l'expédition militaire des forces gouvernementales dans le Taranaki en janvier et février 1866. 
En 1868 se tiennent les premières élections pour des sièges réservés aux Maori à la Chambre des représentants. Seul candidat dans la circonscription couvrant l'ouest du pays, Paetahi est déclaré élu. Un mois après son entrée au Parlement en mai, les forces coloniales font à nouveau face à une résistance maori armée : l’iwi Ngati Ruanui, sous son chef Titokowaru, se soulève en réponse à des confiscations de terres. Mete Paetahi, s'exprimant au Parlement, incite le gouvernement à répondre avec fermeté, soulignant les exactions commises par les rebelles. La même année, il succède au statut de chef de plus haut rang des tribus du sud du Wanganui. 
Il perd son siège de député aux élections de 1871. Il ne participe dès lors plus à la vie politique coloniale, mais prend part dans les années 1870 à des réunions inter-tribales maori pour discuter de la représentation politique des Maori, et de l'attitude à adopter sur la question des terres. Il est généralement favorable à l'idée de vendre des terres aux colons, tant que les tribus en conservent suffisamment pour vivre. Il se consacre par ailleurs à l'élevage de moutons qu'il acquiert en 1877. Il meurt à l'âge d'environ 70 ans, et les autorités coloniales l'honorent de funérailles militaires, en reconnaissance de ses services durant les Guerres maories.